# Modertrans Moderus Beta
Als Moderus Beta bezeichnet das polnische Unternehmen Modertrans Poznań die von ihm hergestellten oder modernisierten Straßenbahnfahrzeuge mit geringem Niederfluranteil.

## Modernisierte Fahrzeuge

### Stadtbahnwagen M/N
Für die Straßenbahnen Danzig und Elbląg hat Modertrans Stadtbahnwagen Typ M/N modernisiert, welche die Verkehrsunternehmen gebraucht von deutschen Betrieben übernommen hatten. Die Modernisierung umfasste insbesondere den Ersatz des hochflurigen durch ein niederfluriges Mittelteil sowie eine neue Fahrzeugfront. Beim MF 14 AC BD für Elbląg wurde auch der Antrieb ausgetauscht.
| Duewag-Typ | ursprünglicher Einsatzort | Modertrans-Typ | Einsatzort modernisiert | Anzahl | Modernisierung |             |
| ---------- | ------------------------- | -------------- | ----------------------- | ------ | -------------- | ----------- |
| N8C        | Stadtbahn Dortmund        | MF 01          | Straßenbahn Danzig      | 46     | 2009–2012      | [ 3 ]       |
| N8C        | Straßenbahn Kassel        | MF 18          | Straßenbahn Danzig      | 16     | 2015           | [ 4 ] [ 3 ] |
| M8C        | Straßenbahn Augsburg      | MF 13          | Straßenbahn Elbląg      | 2      | 2013           | [ 5 ]       |
| M8C        | Straßenbahn Augsburg      | MF 14 AC BD    | Straßenbahn Elbląg      | 1      | 2015           | [ 1 ]       |

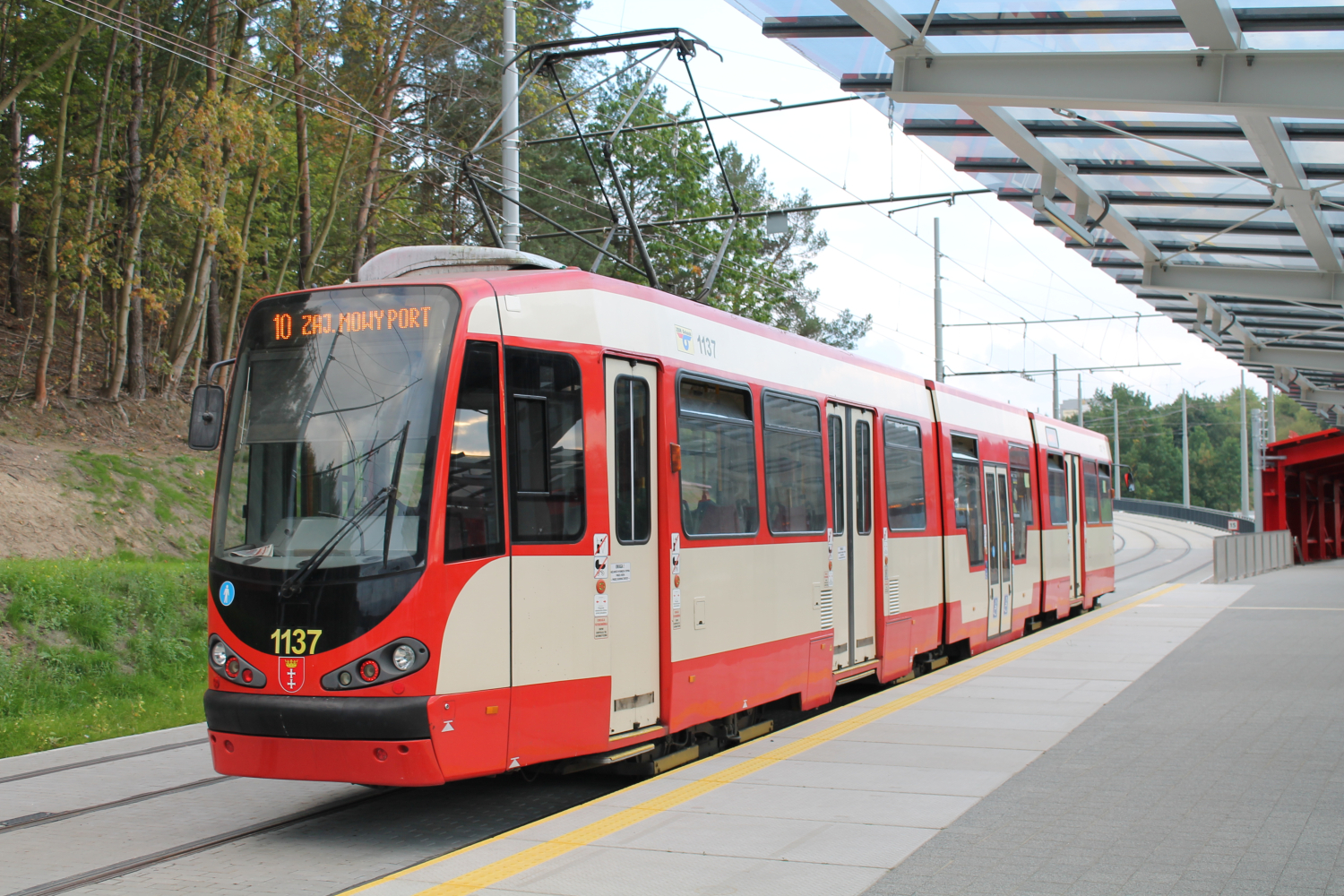
Danzig, MF 01
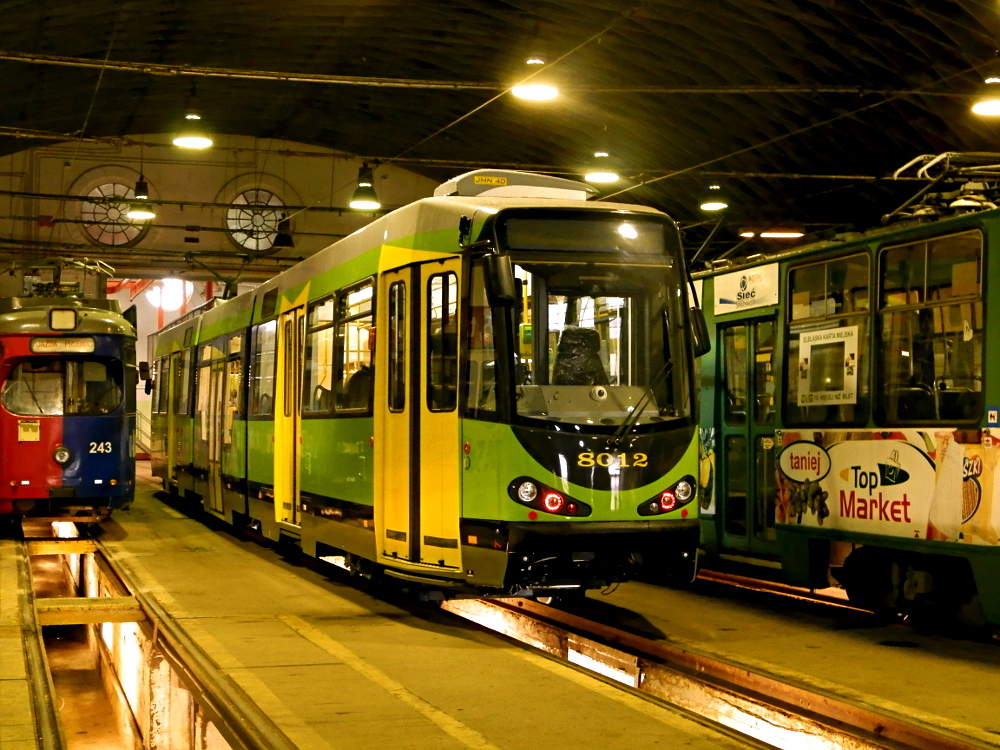
Elbląg, MF 13
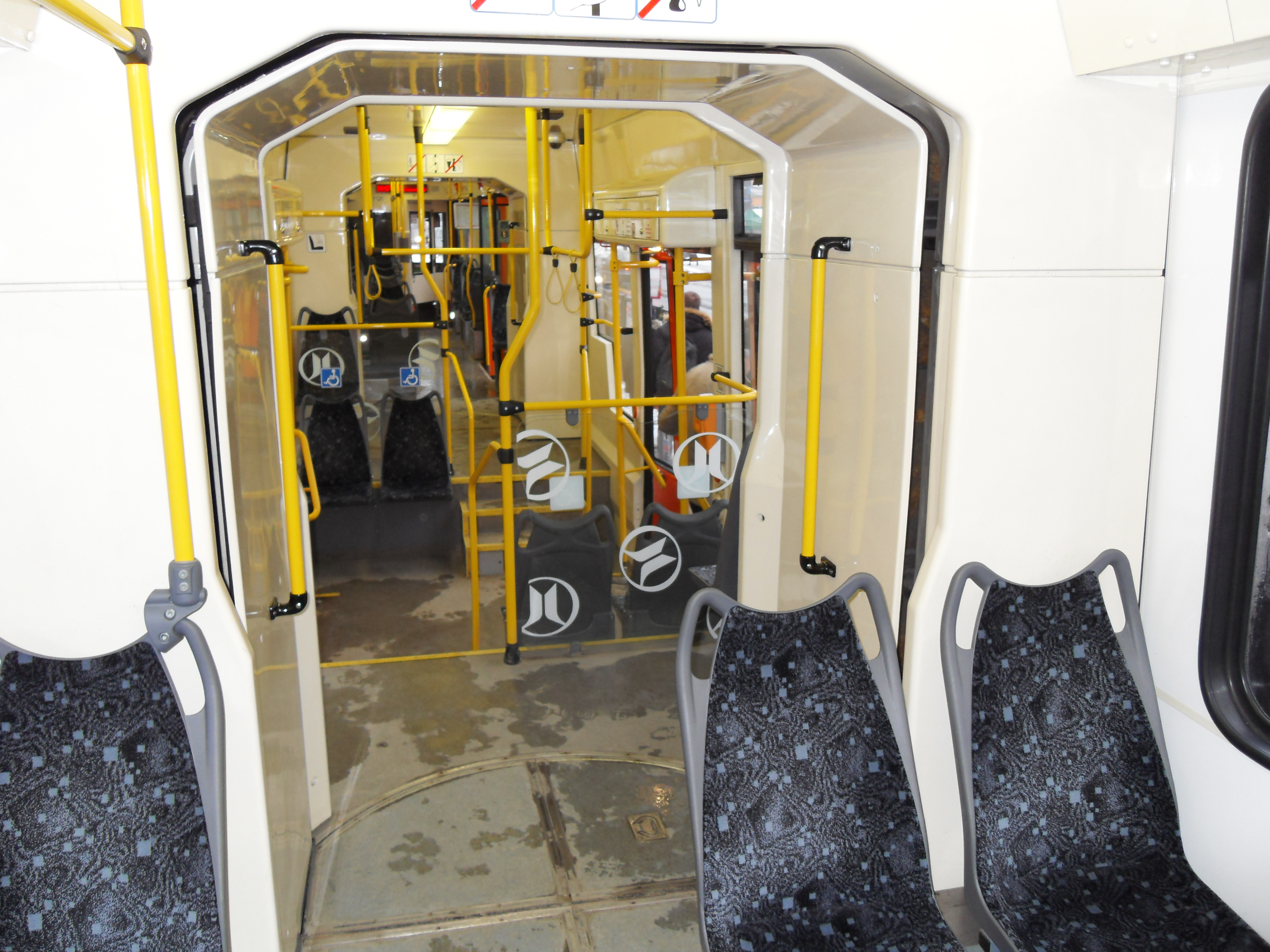
Blick in das Mittelteil eines MF 01

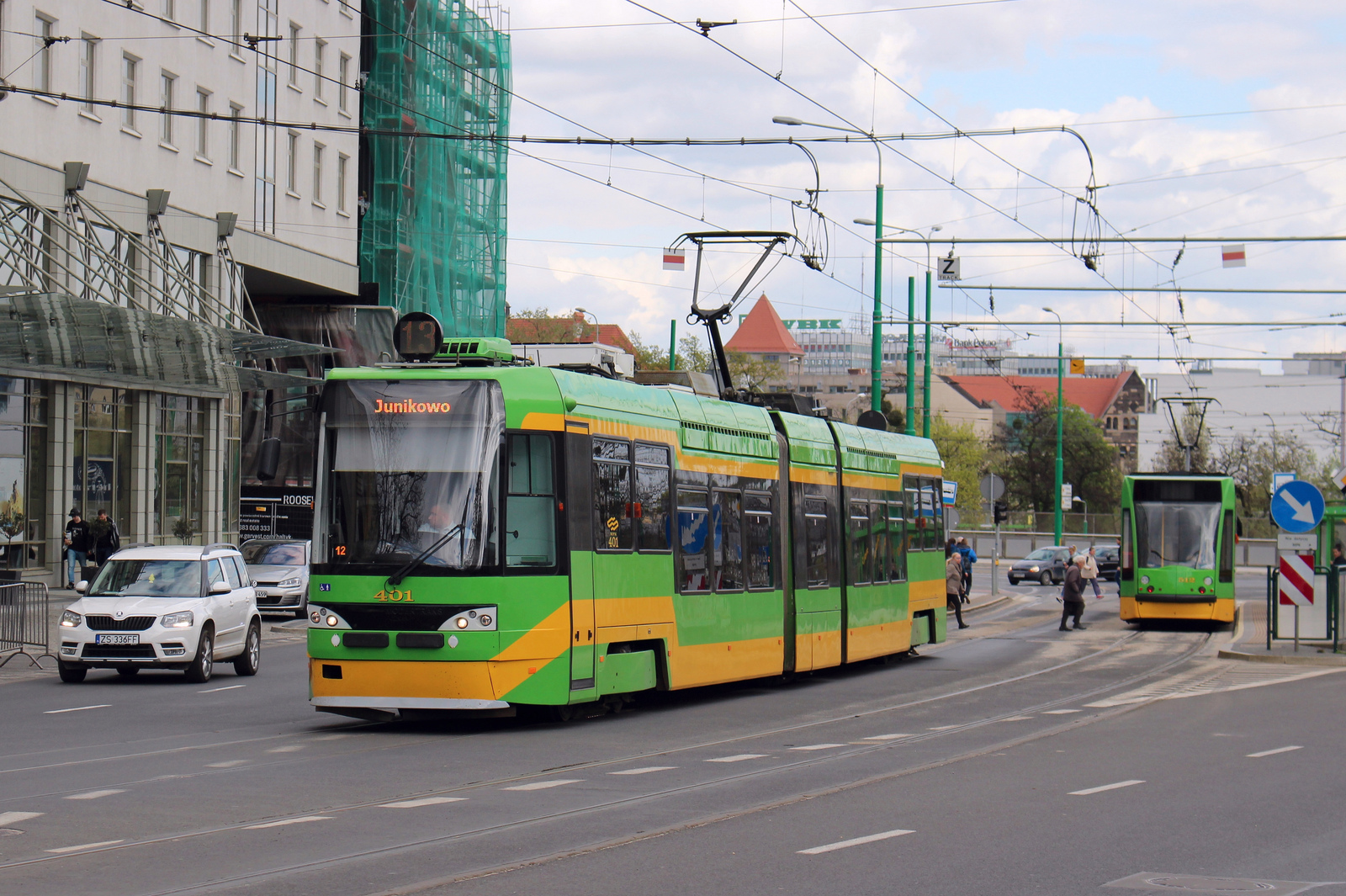
MF 06 AC

### RT6N1 (MF 06 AC)
Von 2008 bis 2016 modernisierte Modertrans für die Straßenbahn Posen 14 Tatra RT6N1 ohne Veränderung des Niederfluranteils und vergab als neue Typenbezeichnung MF 06 AC. Sie erhielten neue Elektronik, neue Bremssysteme und ein neues Antriebssystem. Zwei Fahrzeuge, die 2018 gebraucht von der Straßenbahn Brünn beschafft wurden, folgten bis 2021.

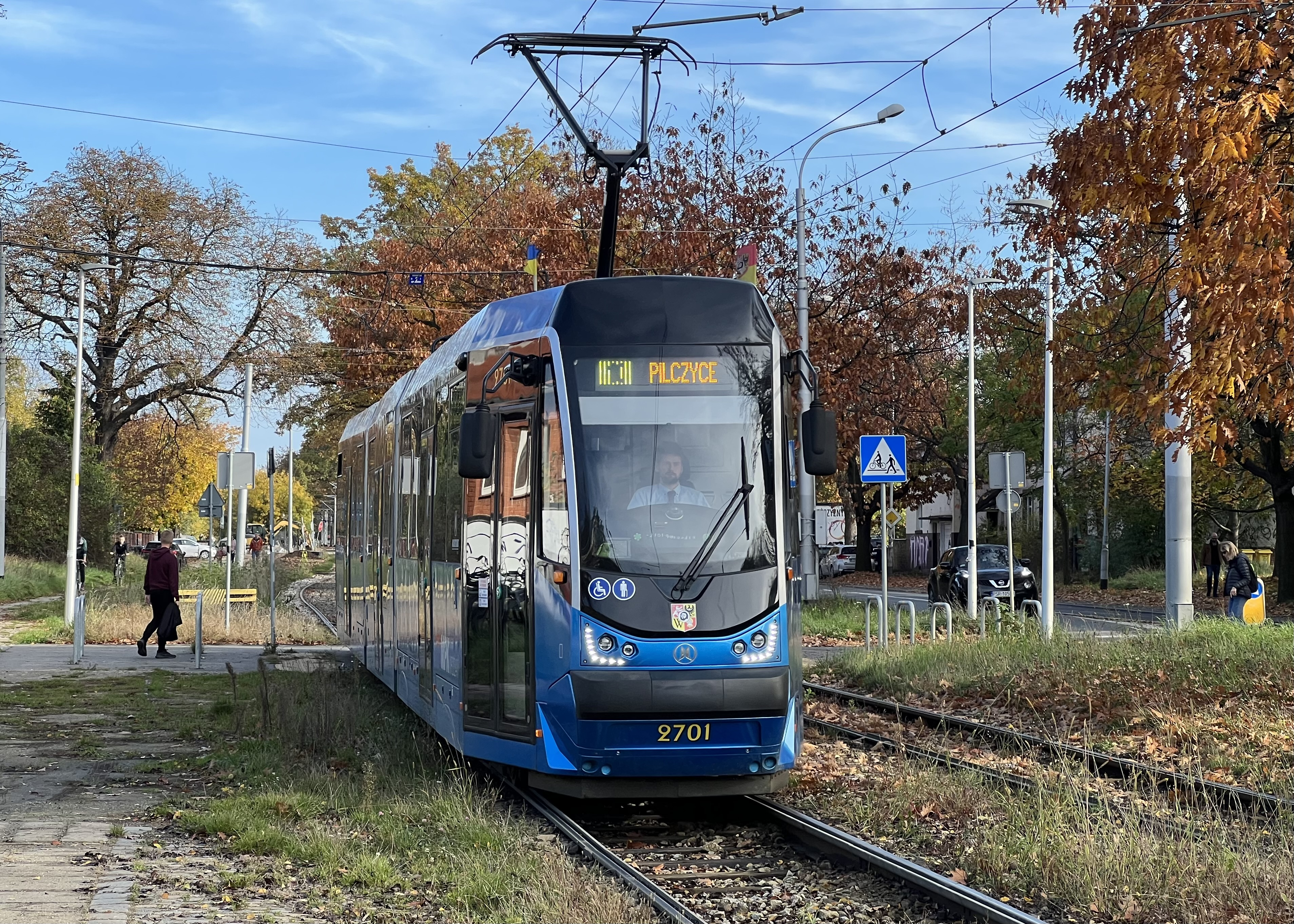
MF 17 AC

### 205 WrAs (MF 17 AC)
Im Juni 2020 erhielt Modertrans den Auftrag, für die Straßenbahn Breslau 25 Fahrzeuge des Typs 205 WrAs zu modernisieren, die bereits über ein Niederflurmittelteil verfügten. Mit den neuen Wagenkästen gleichen sie äußerlich den dreiteiligen Neubaufahrzeugen.

## Dreiteilige Neubaufahrzeuge
Die dreiteiligen Neubaufahrzeuge bestehen aus zwei vollständig hochflurigen Wagenteilen mit je zwei Drehgestellen, zwischen denen ein laufwerksloses, niederfluriges Mittelteil eingehängt ist, so dass der Niederfluranteil 25 % beträgt. Dabei sind die mittigen Drehgestelle so angeordnet, dass sich jeweils ein Radsatz unter dem angrenzenden Gelenk befindet. Pro Türseite sind fünf Türen angeordnet, bei Einrichtungswagen sämtlich als Doppeltüren ausgeführt. Bei den Zweirichtungswagen dagegen befindet sich an den Wagenenden auf jeweils einer Seite nur eine Einzeltür. Die ersten Wagen wurden 2011 an die Straßenbahn Posen geliefert, weitere Abnehmer sind die Straßenbahn Stettin, die Straßenbahn im oberschlesischen Industriegebiet, die Straßenbahn Breslau und die Straßenbahn Grudziądz.
| Typ         | Netz                                            | Anzahl | Auslieferung         | Einrichtungswagen/ Zweirichtungswagen | Spurweite in mm |               |
| ----------- | ----------------------------------------------- | ------ | -------------------- | ------------------------------------- | --------------- | ------------- |
| MF 02 AC    | Straßenbahn Posen                               | 24     | ab 2011              | Einrichtungswagen                     | 1435            | [ 10 ]        |
| MF 15 AC    | Straßenbahn Stettin                             | 2      | 2014                 | Einrichtungswagen                     | 1435            | [ 10 ]        |
| MF 16 AC BD | Straßenbahn im oberschlesischen Industriegebiet | 12     | 2015                 | Zweirichtungswagen                    | 1435            | [ 10 ]        |
| MF 19 AC    | Straßenbahn Breslau                             | 22     | 2015–2017            | Einrichtungswagen                     | 1435            | [ 10 ]        |
| MF 20 AC    | Straßenbahn Posen                               | 20     | 2016                 | Einrichtungswagen                     | 1435            | [ 10 ]        |
| MF 22 AC BD | Straßenbahn Posen                               | 10     | 2017                 | Zweirichtungswagen                    | 1435            | [ 10 ]        |
| MF 24 AC    | Straßenbahn Breslau                             | 40     | 2018–2019            | Einrichtungswagen                     | 1435            |               |
| MF 25 AC    | Straßenbahn Stettin                             | 2      | 2018                 | Einrichtungswagen                     | 1435            | [ 14 ]        |
| MF 28 AC    | Straßenbahn Grudziądz                           | 4      | ab 2022              | Einrichtungswagen                     | 1000            | [ 15 ] [ 16 ] |
| MF 29 AC BD | Straßenbahn Stettin                             | 6      | 2020–2023            | Zweirichtungswagen                    | 1435            | [ 18 ]        |
|             | Straßenbahn Grudziądz                           | 3      | voraussichtlich 2026 |                                       | 1000            | [ 19 ]        |

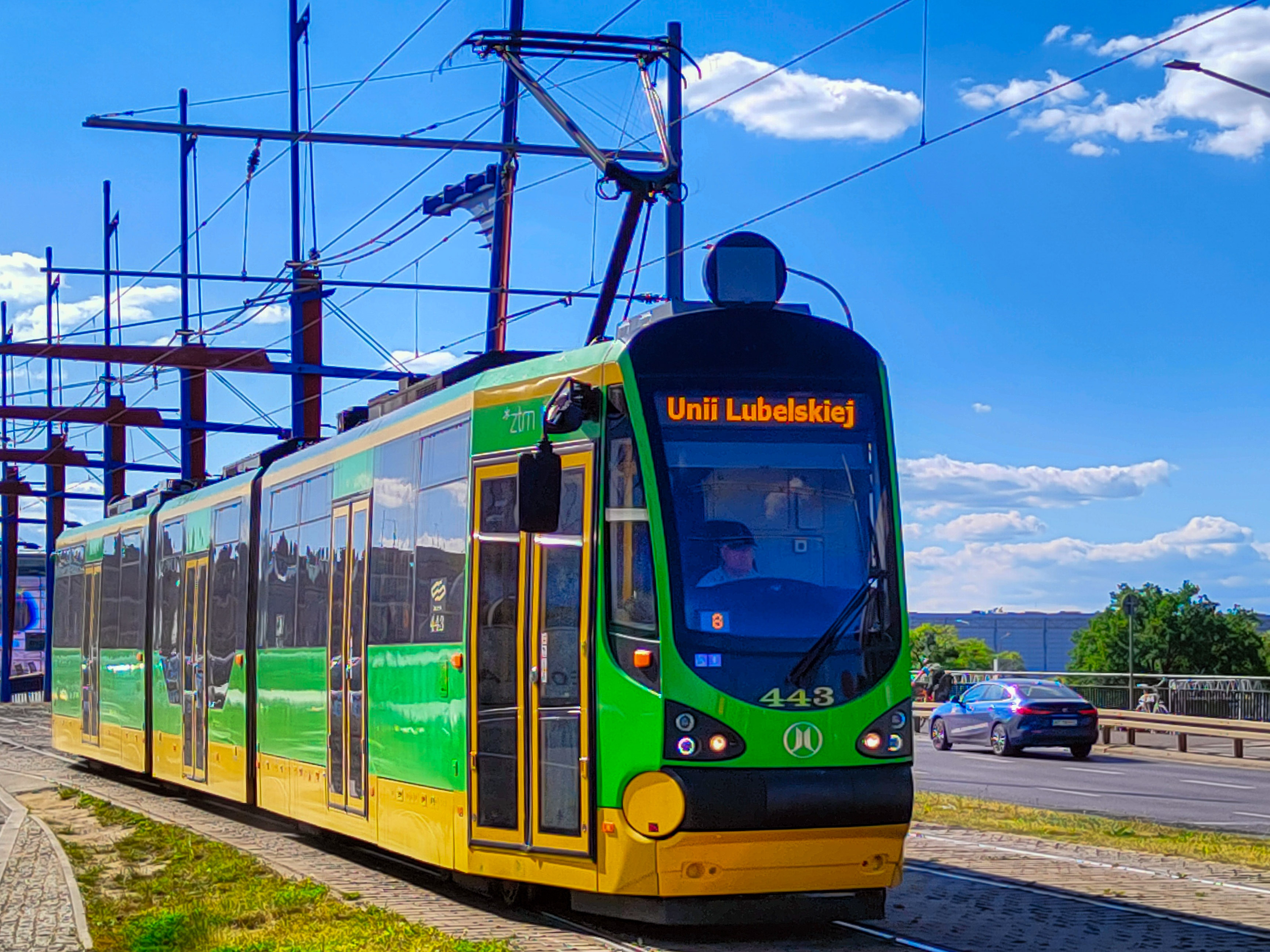
Posen, MF 02 AC
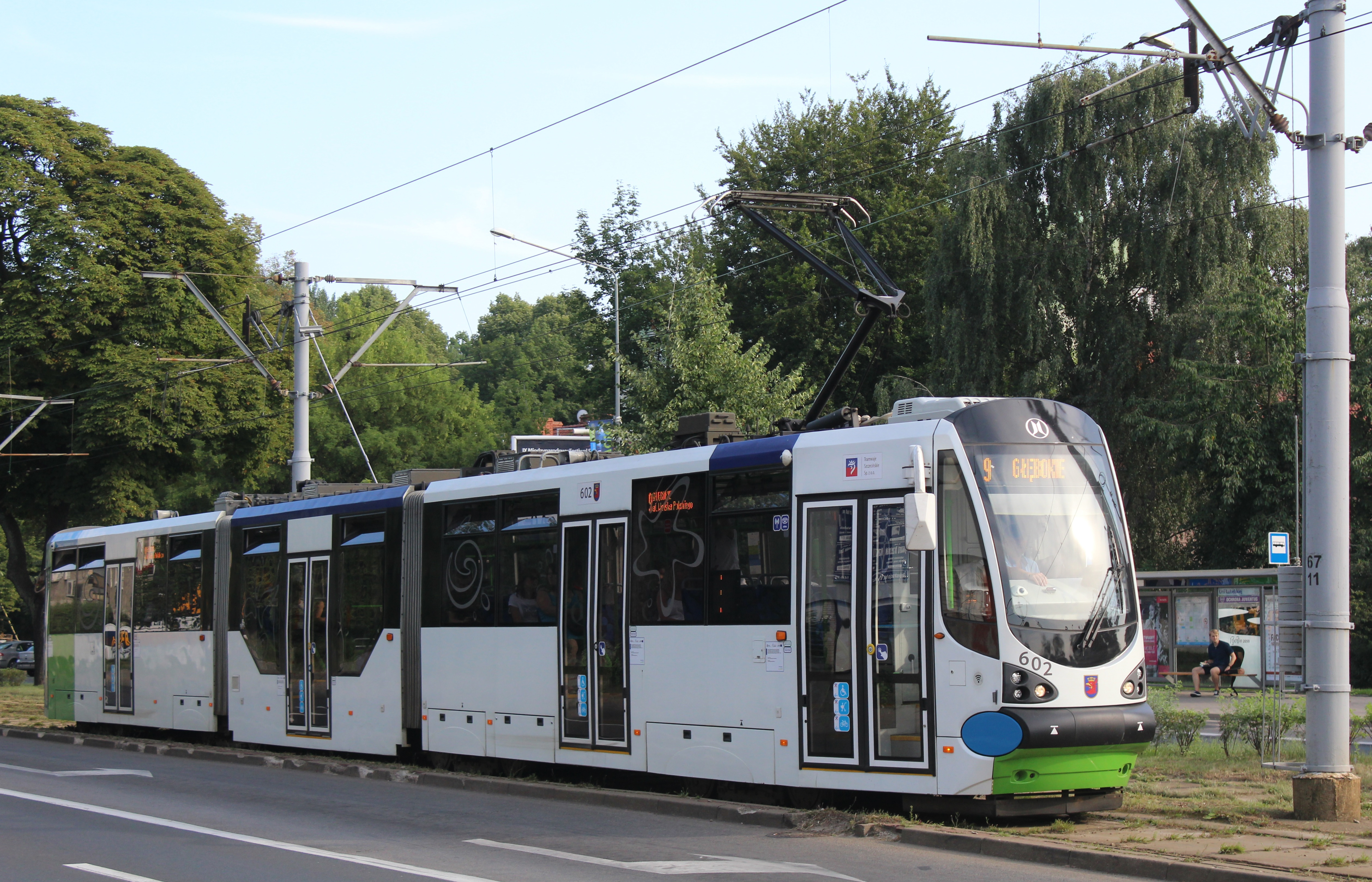
Stettin, MF 15 AC
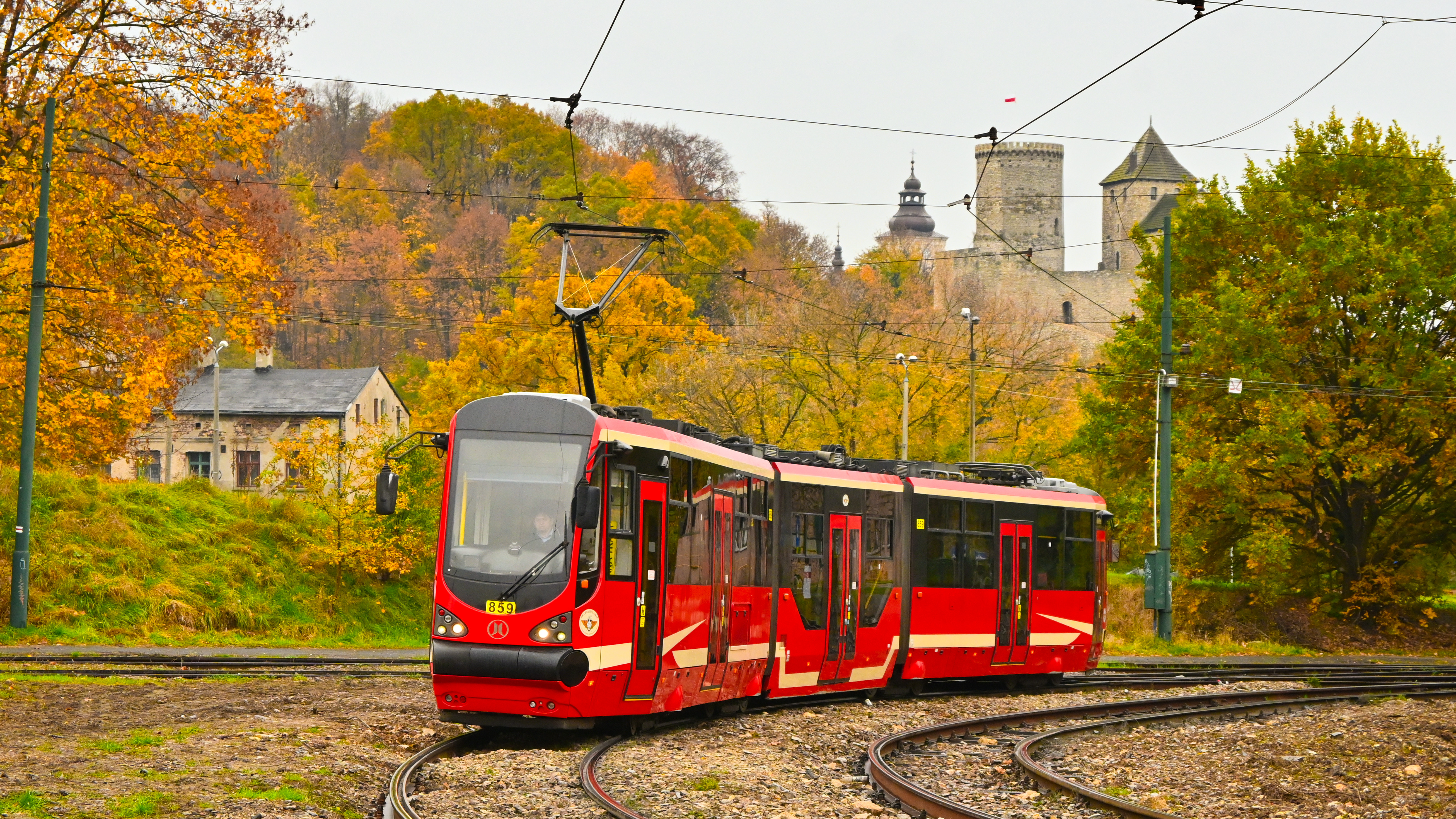
Oberschlesisches Industriegebiet, MF 16 AC BD
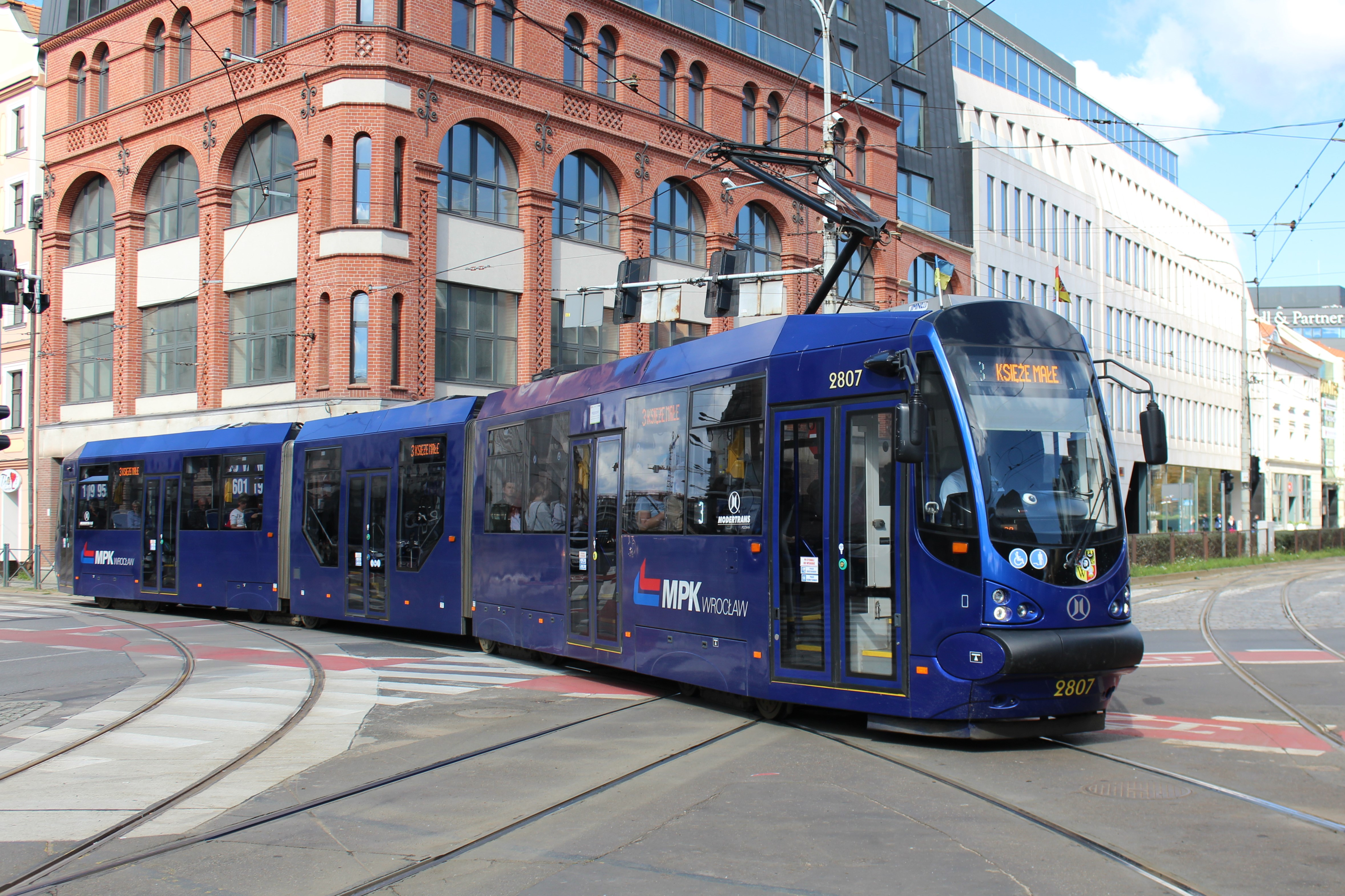
Breslau, MF 19 AC
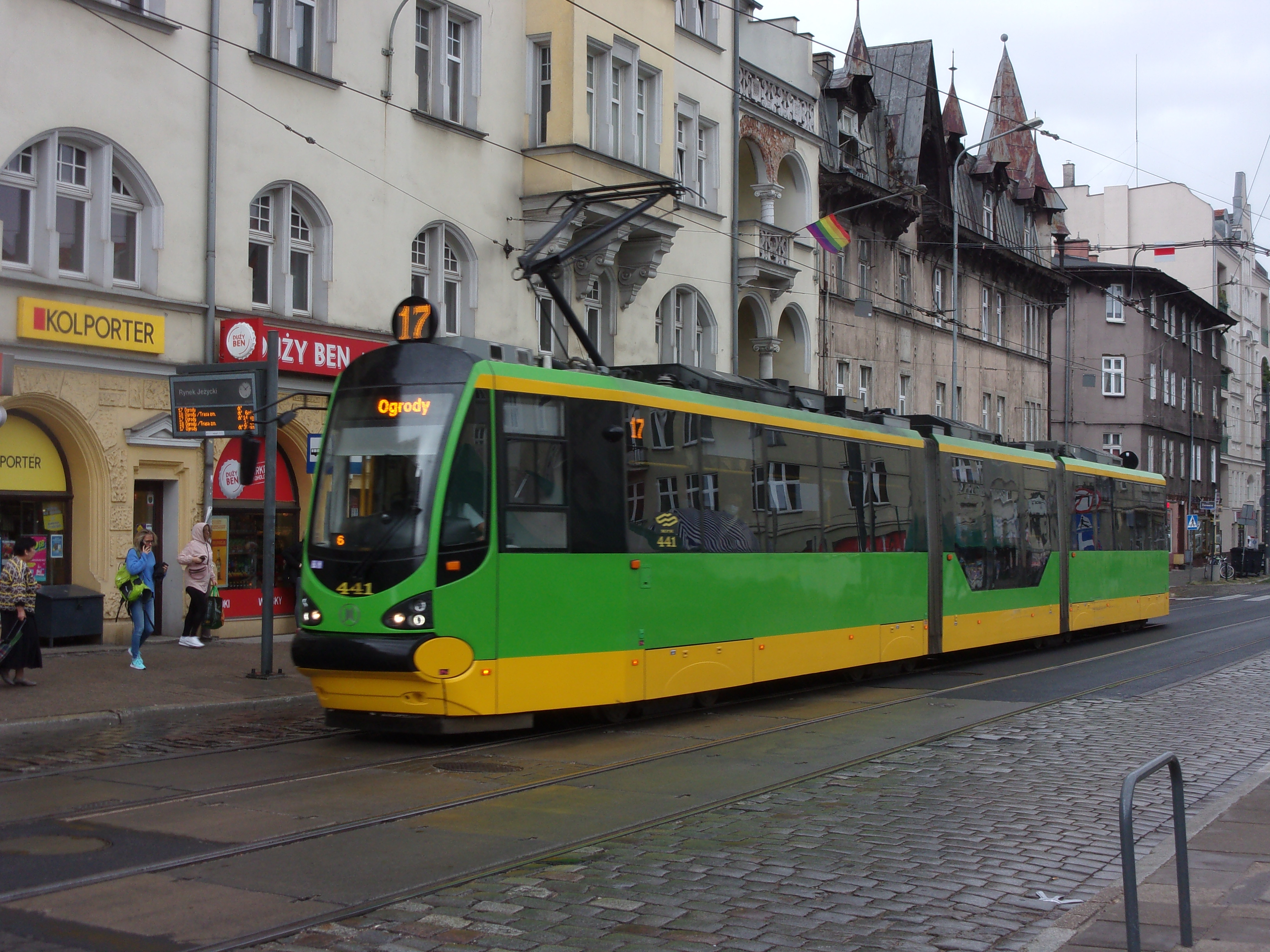
Posen, MF 20 AC
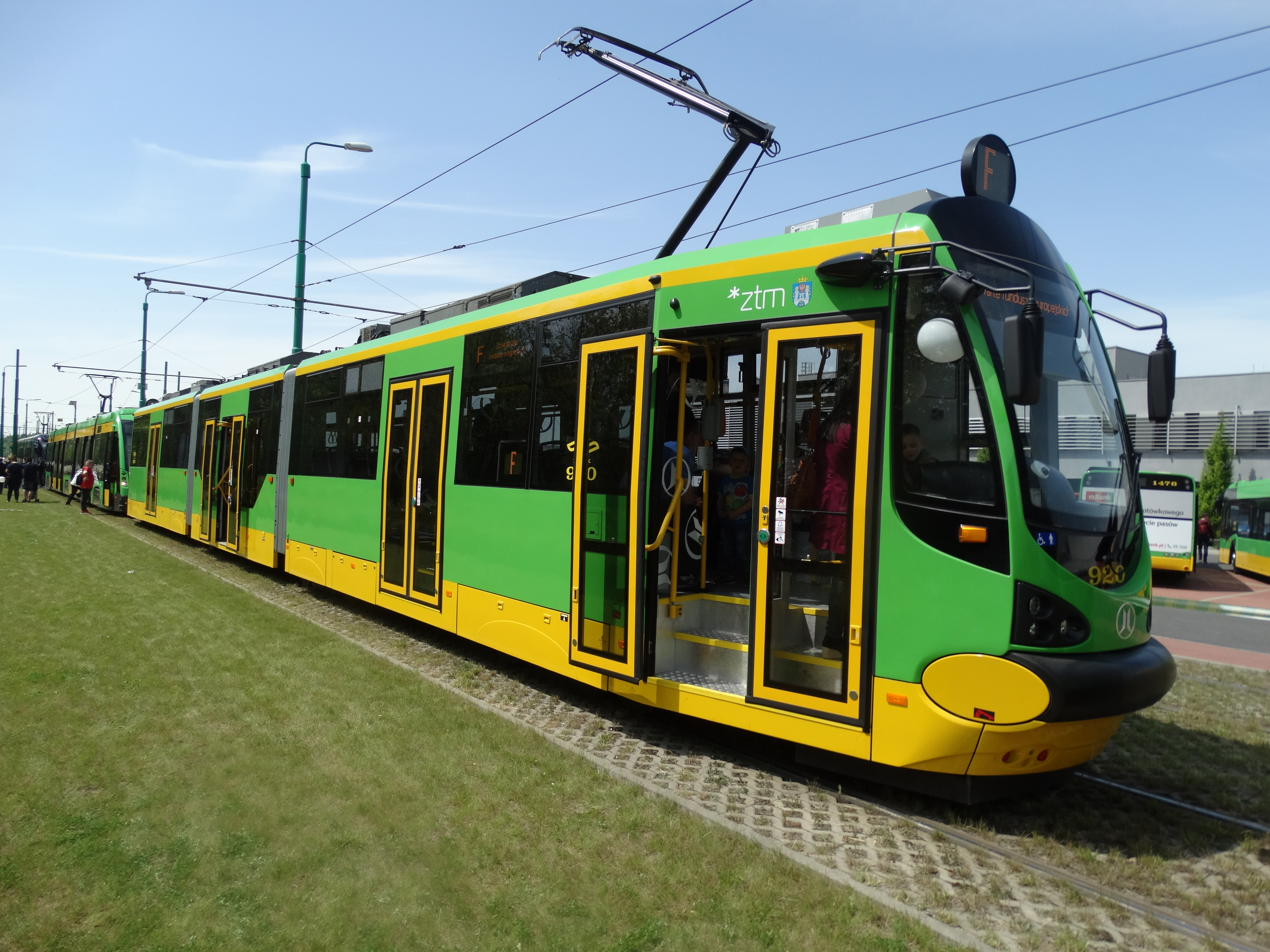
Posen, MF 22 AC BD
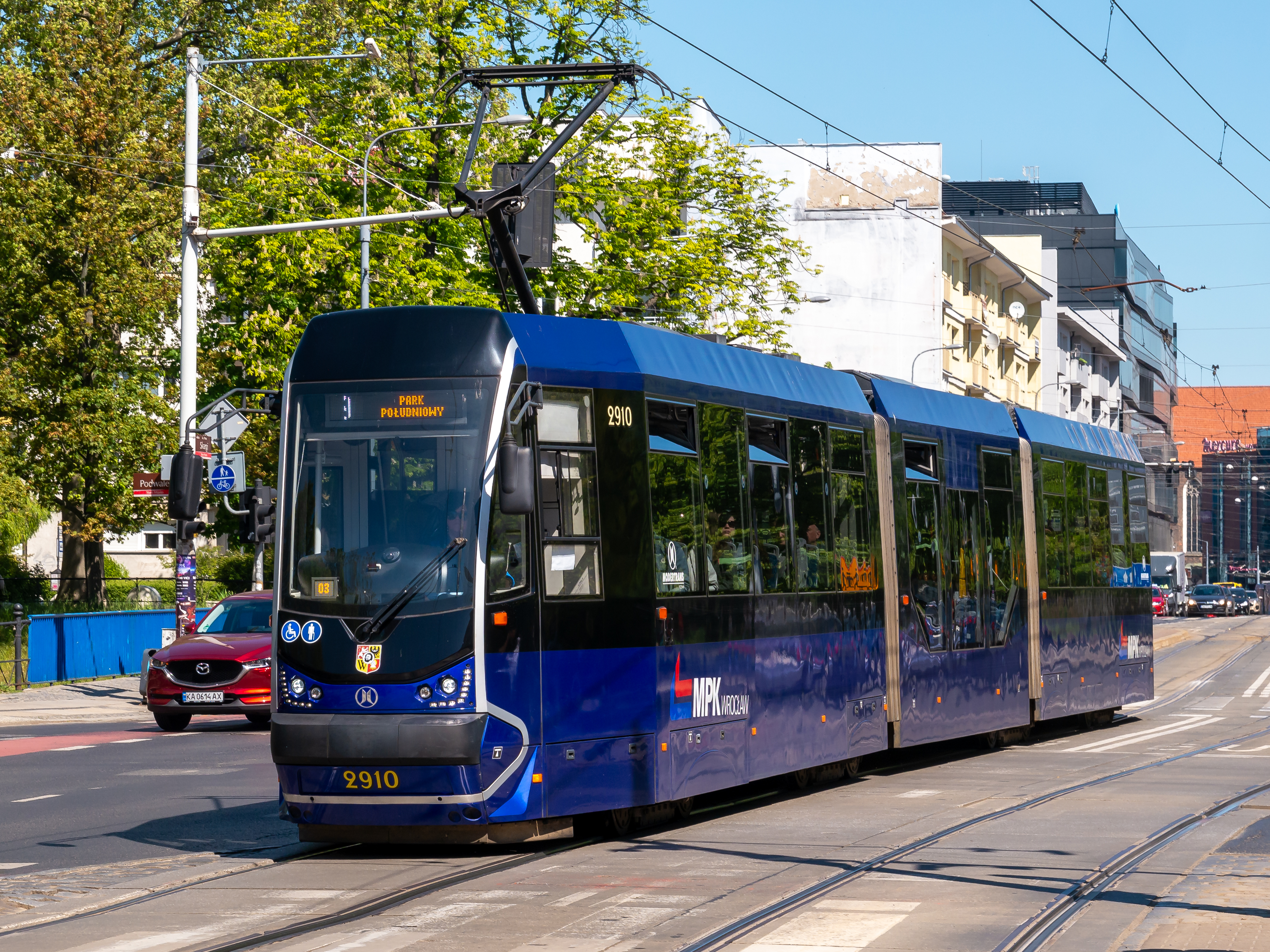
Breslau, MF 24 AC
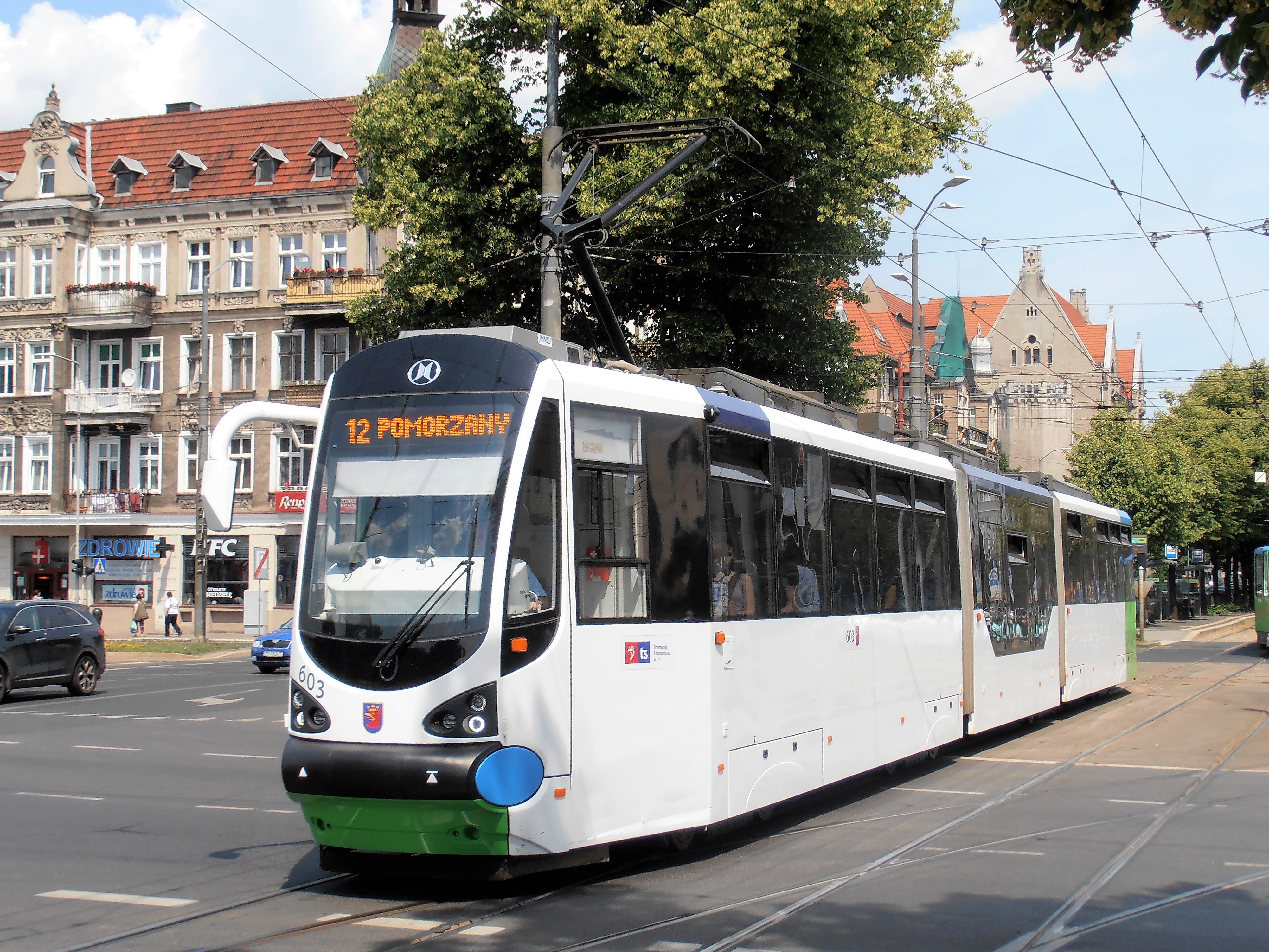
Stettin, MF 25 AC
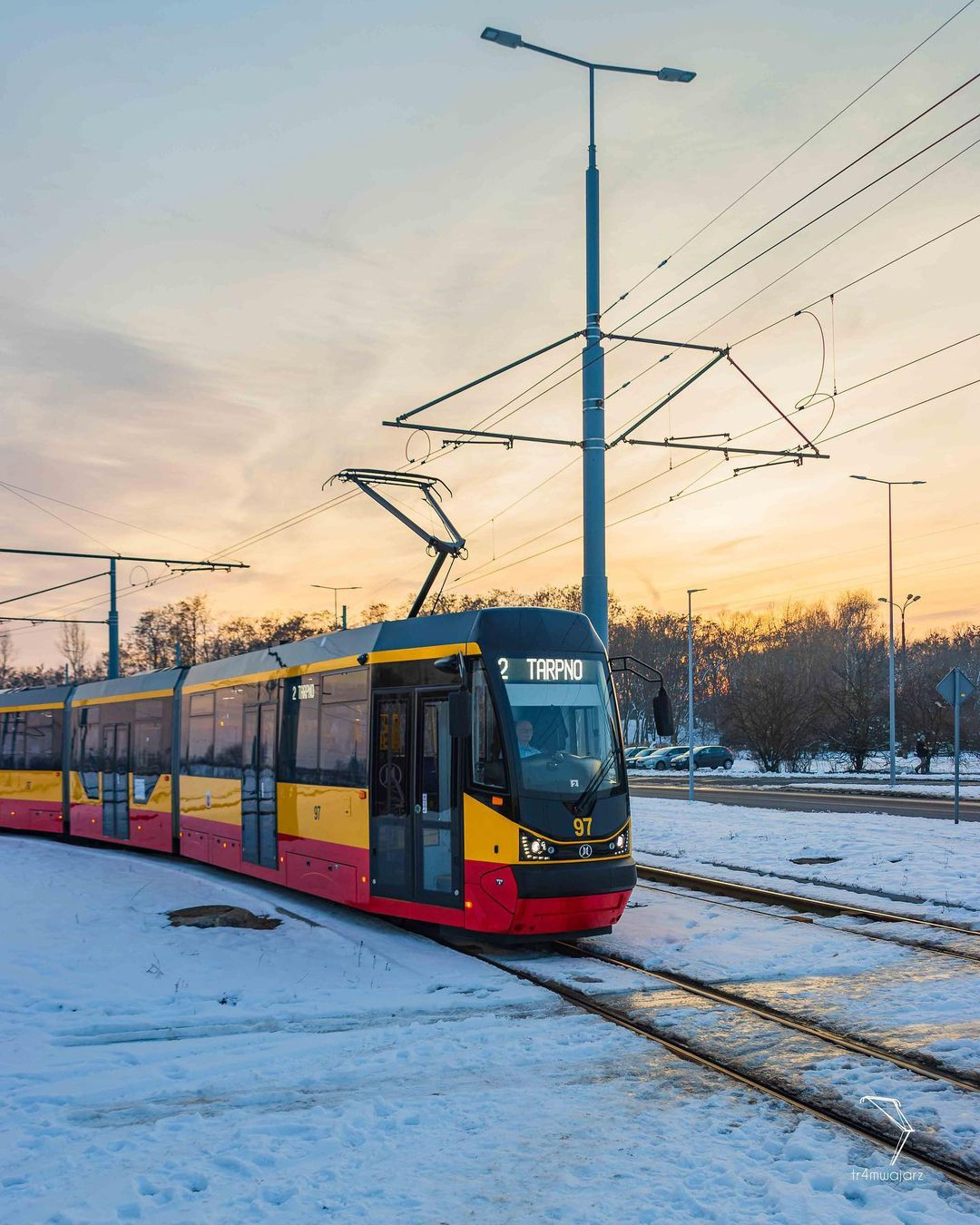
Grudziądz, MF 28 AC
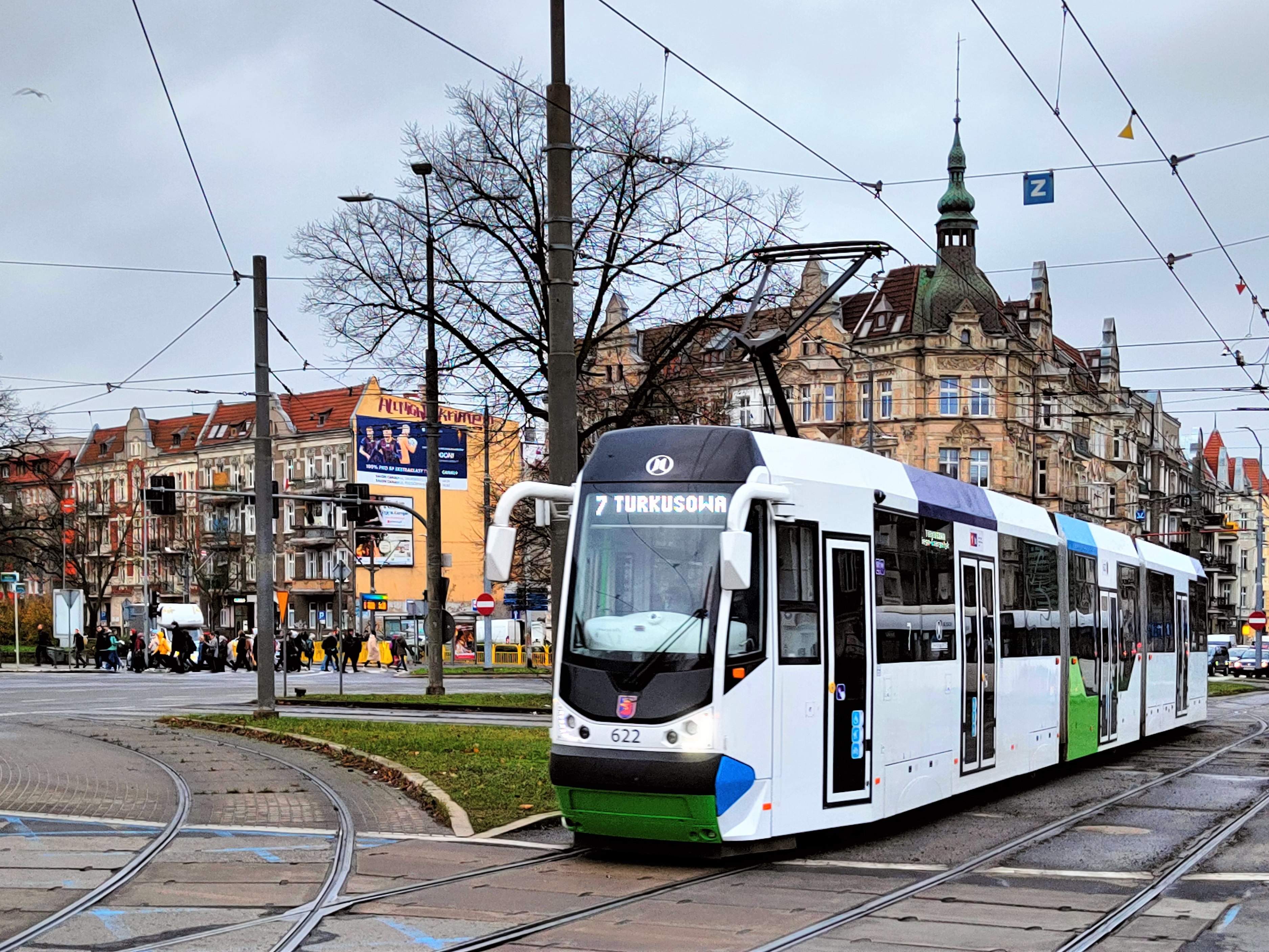
Stettin, MF 29 AC BD
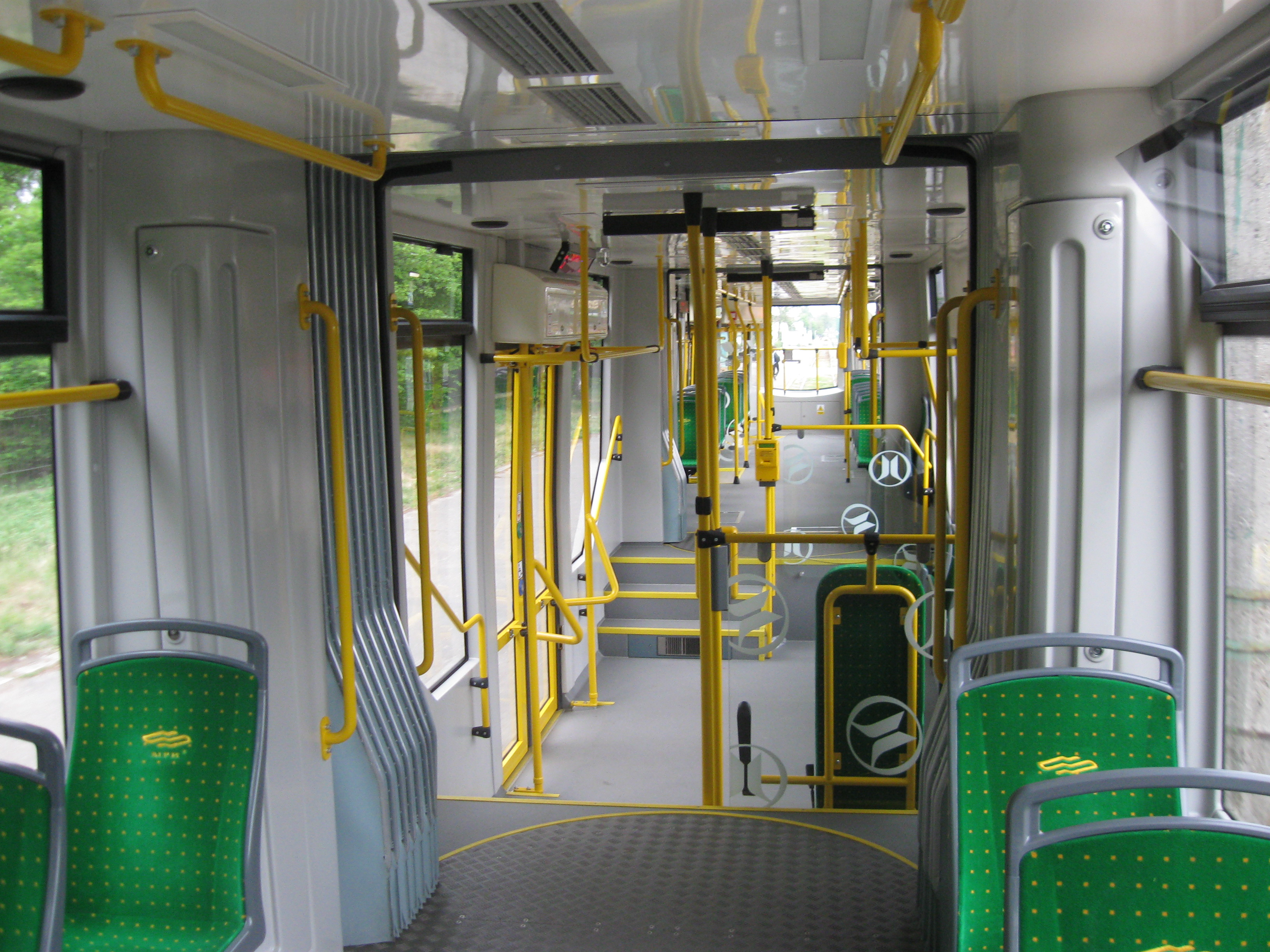
Blick in das Mittelteil eines MF 02 AC
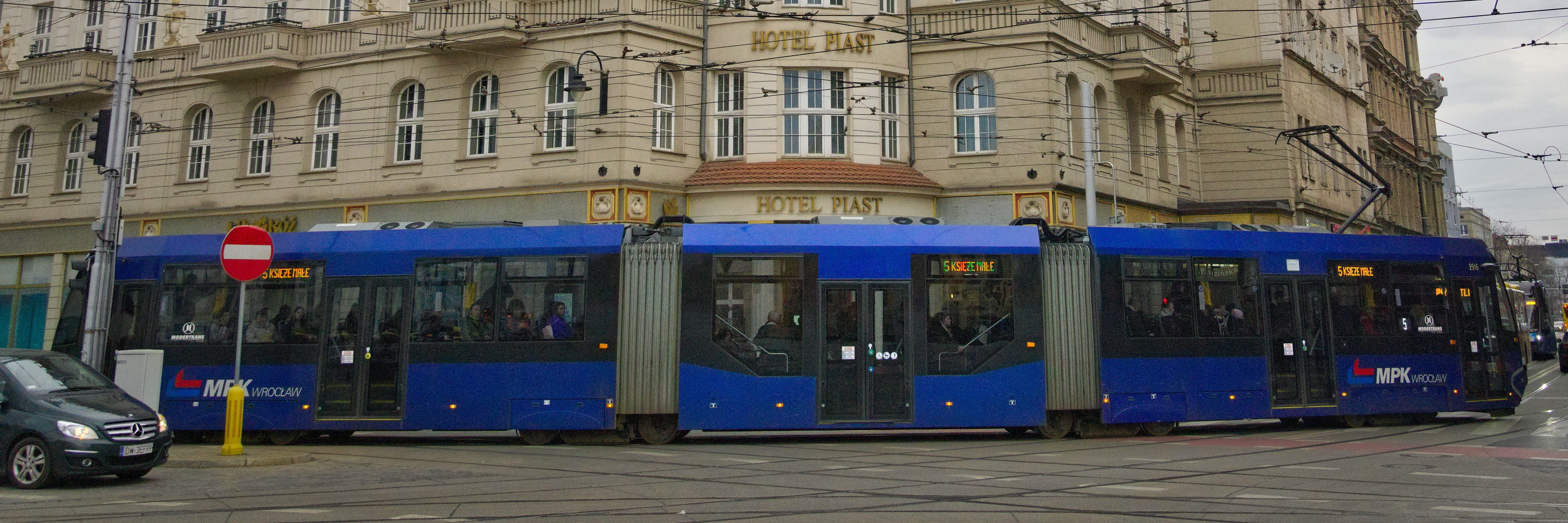
Seitenansicht eines MF 24 AC

## Einteilige Neubaufahrzeuge

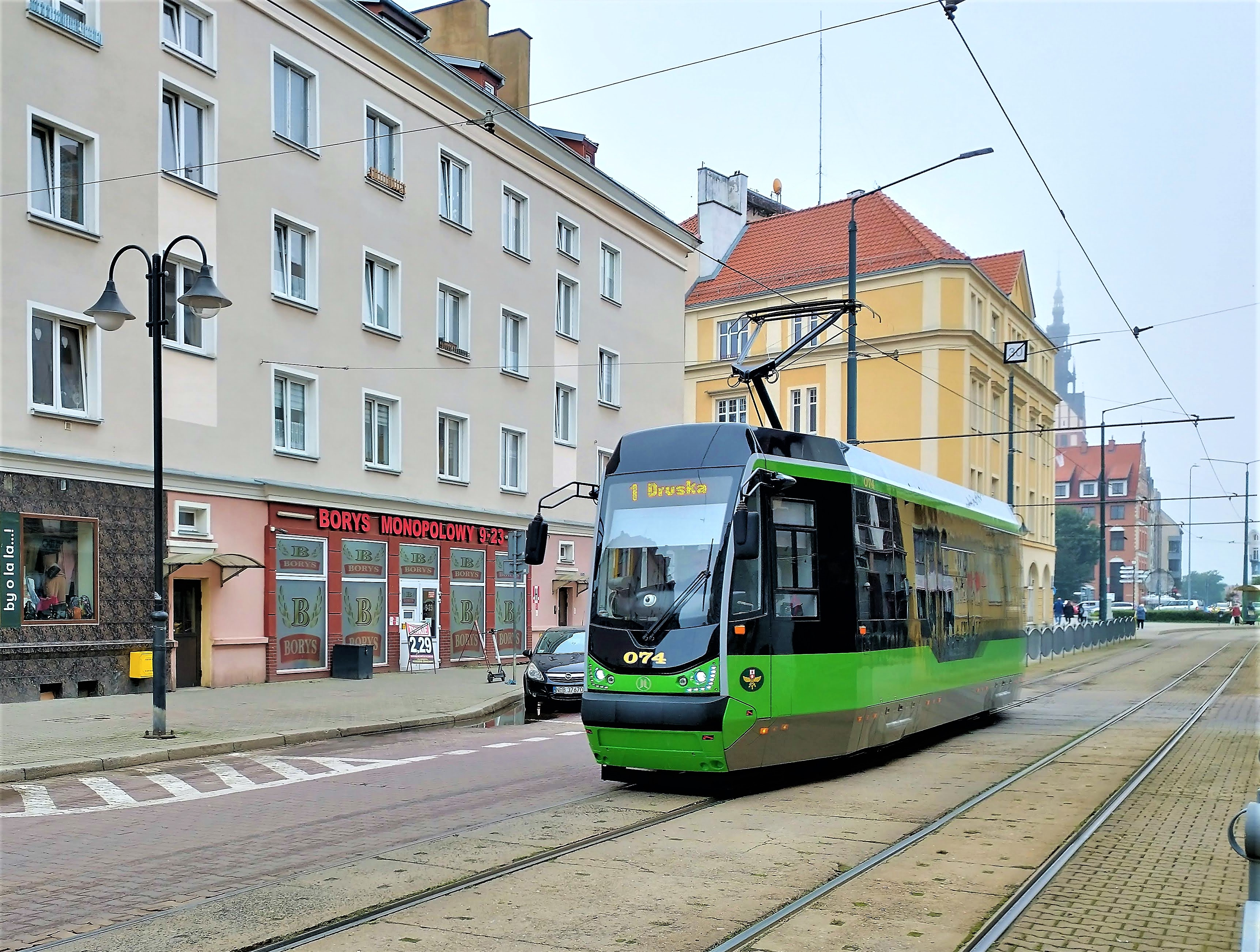
MF 09 AC

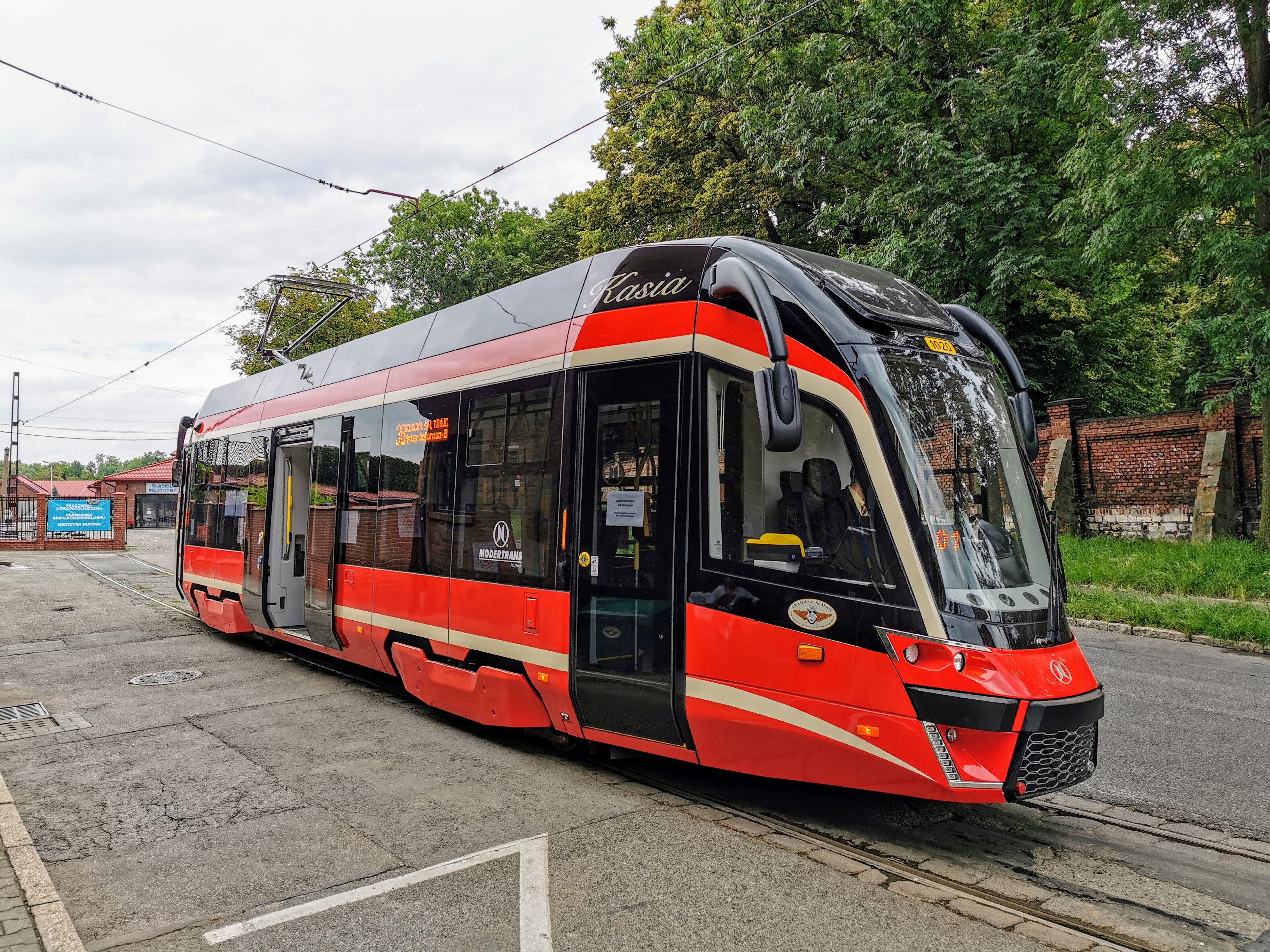
MF 11 AC BD

| Typ         | Netz                                            | Anzahl | Auslieferung                   | Einrichtungswagen/ Zweirichtungswagen | Spurweite in mm | Länge in m | Breite in m |        |
| ----------- | ----------------------------------------------- | ------ | ------------------------------ | ------------------------------------- | --------------- | ---------- | ----------- | ------ |
| MF 09 AC    | Straßenbahn Elbląg                              | 5      | 2020–2021                      | Einrichtungswagen                     | 1000            | 14,5       |             | [ 20 ] |
| MF 10 AC    | Straßenbahn im oberschlesischen Industriegebiet | 13     | 2020                           | Einrichtungswagen                     | 1435            | 14,91      | 2,4         | [ 22 ] |
| MF 11 AC BD | Straßenbahn im oberschlesischen Industriegebiet | 2      | 2020                           | Zweirichtungswagen                    | 1435            | 14,91      | 2,4         | [ 22 ] |
|             | Straßenbahn im oberschlesischen Industriegebiet | 10     | voraussichtlich bis Mitte 2026 | Zweirichtungswagen                    | 1435            | ca. 15     |             | [ 23 ] |

### Elbląg (MF 09 AC)
Der Typ MF 09 AC für die Straßenbahn Elbląg verfügt wie die dreiteiligen Fahrzeuge nur über einen kleinen Niederflurbereich mit einer Doppeltür, welcher sich zwischen den beiden Drehgestellen befindet. An den Wagenenden ist jeweils eine Doppeltür angeordnet, die direkt in den jeweiligen Hochflurbereich führt.

### Oberschlesisches Industriegebiet (MF 10 AC und MF 11 AC BD)
Die Typen MF 10 AC (Einrichtungswagen) und MF 11 AC BD (Zweirichtungswagen) für die Straßenbahn im oberschlesischen Industriegebiet basieren auf den Typen LF 02 AC und LF 03 AC BD der Plattform Moderus Gamma. Im Gegensatz zu diesen gibt es jedoch über den Drehgestellen auch im Durchgang Stufen. Im Gegensatz zum MF 09 AC sind an den Wagenenden Einzel- statt Doppeltüren angeordnet.
Anfang 2018 hatte Tramwaje Śląskie acht MF 10 AC und zwei MF 11 AC BD mit einer Option für fünf weitere MF 10 AC bestellt. Alle 15 Fahrzeuge wurden 2020 ausgeliefert.
Im Februar 2025 folgte eine Bestellung über zehn weitere ungefähr 15 Meter lange Zweirichtungswagen zur Lieferung bis Mitte 2026. Es ist jedoch noch nicht bekannt, ob Modertrans diese Fahrzeuge ebenfalls der Moderus-Beta-Plattform oder aber dem Moderus Gamma zuordnet.